# Pseudanthias parvirostris
Pseudanthias parvirostris là một loài cá biển thuộc chi Pseudanthias trong họ Cá mú. Loài này được mô tả lần đầu tiên vào năm 1981.

## Phân bố và môi trường sống
P. parvirostris có phạm vi phân bố ở Tây Thái Bình Dương và Đông Ấn Độ Dương. Loài cá này được tìm thấy ở phía nam Nhật Bản và các đảo phía đông của quần đảo Mã Lai (bao gồm cả đảo New Guinea); phía đông trải dài đến quần đảo Solomon; phía nam trải dài đến bãi cạn Rowley. P. parvirostris cũng xuất hiện ở phía tây bắc đảo Sumatra. Chúng được tìm thấy xung quanh các rạn san hô và bãi đá ngầm ở độ sâu khoảng từ 17 đến 70 m.

## Mô tả
P. parvirostris có chiều dài cơ thể tối đa được ghi nhận là 7,5 cm. Cá đực có màu vàng ở 1/3 phần thân trên, màu hồng bên dưới. Có đường sọc màu đỏ tía ở trên đỉnh đầu và gáy, kéo dài đến gốc vây lưng. Cá mái chủ yếu có màu vàng đến vàng cam với một dải màu đỏ tươi giữa 2 mắt, kéo dài đến gốc vây lưng. Hai bên thân có các chấm màu tím. Vây đuôi xẻ thùy, có màu đỏ tía.
Số gai ở vây lưng: 10; Số tia vây mềm ở vây lưng: 15 - 16; Số gai ở vây hậu môn: 3; Số tia vây mềm ở vây hậu môn: 7; Số gai ở vây bụng: 1; Số tia vây mềm ở vây bụng: 5; Số tia vây mềm ở vây ngực: 17; Số vảy đường bên: 41 - 44; Số lược mang: 30 - 35.